# I Guess That's Why They Call It the Blues
I Guess That's Why They Call It the Blues è un brano scritto ed interpretato dall'artista britannico Elton John; il testo è di Bernie Taupin. Coautore del pezzo è il chitarrista Davey Johnstone.

## Descrizione
Proveniente dall'album del 1983 Too Low for Zero (ne costituisce la quinta traccia), si caratterizza come uno standard pop dell'epoca, molto lodato dalla critica. Oltre al pianoforte di Elton, è possibile udire ai cori i membri della Elton John Band (composta dal chitarrista Davey Johnstone, dal bassista Dee Murray e dal batterista Nigel Olsson) cimentarsi nei cori; nel brano è presente anche Stevie Wonder all'armonica. Il testo di Bernie parla fondamentalmente di un ragazzo che ha nostalgia della sua fidanzata. Il videoclip venne filmato al Rivoli Ballroom di Londra.
I Guess That's Why They Call It the Blues venne pubblicata come singolo nell'aprile del 1983 nel Regno Unito e nell'ottobre dello stesso anno negli Stati Uniti: ebbe un grandioso successo, raggiungendo una #5 UK e una #4 USA. È stata messa in evidenza nei film del 1992 Gli amici di Peter e nel cartone animato I Griffin; inoltre, viene regolarmente suonata alle partite in casa del Chelsea F.C.
La canzone, divenuta oramai un classico di Elton John, è una delle più eseguite ai live della superstar: non manca mai, insieme alla celeberrima Your Song.
Nel 2000, Mary J. Blige duettò questo pezzo con Elton nel corso di un live al Madison Square Garden, e questa versione venne inclusa nel CD di Elton One Night Only: The Greatest Hits e nell'EP della Blige Mary J. Blige & Friends (ne esiste anche una versione in studio reperibile solo su singolo promo).

## Classifiche
| Classifica (1983)                | Posizione più alta |
| -------------------------------- | ------------------ |
| Official Singles Chart           | 5                  |
| Germania                         | 22                 |
| Irlanda                          | 5                  |
| Italia                           | 19                 |
| Svizzera                         | 12                 |
| US Billboard Pop Singles         | 4                  |
| Australia                        | 4                  |
| US Hot Adult Contemporary Tracks | 2                  |
| Canada                           | 9                  |

## Curiosità
- I Guess That's Why They Call It the Blues è stata anche oggetto di una comica parodia in un episodio dei Griffin.